# 台北市電腦商業同業公會
台北市電腦商業同業公會（英語：Taipei Computer Association），簡稱「台北市電腦公會」，是在1974年11月5日成立的同業公會，以推廣台灣資訊產業發展為主。除了針對資訊產業進行相關交流活動，另外也會在台北世界貿易中心辦理國內各大資訊展覽，以及組團參與國際性資訊展覽，是台灣資訊產業公會與協會組織的一大龍頭，目前由友達董事長彭浪擔任理事長。

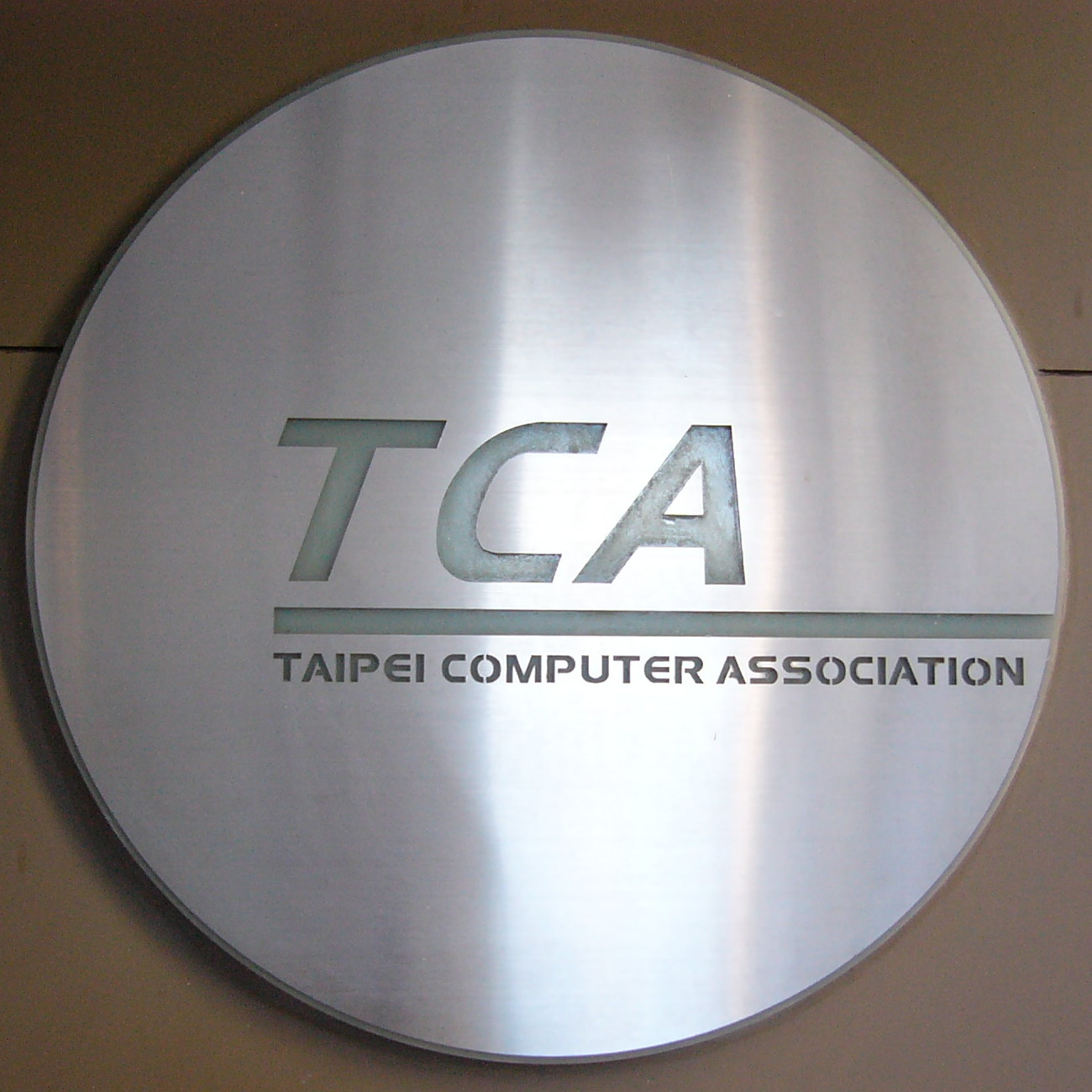
台北市電腦公會總部銘板

## 主辦展覽
- 台北國際電玩展
- 台北國際電腦展（與中華民國對外貿易發展協會合辦）
- 智慧城市展（由台北國際電信暨網路展覽會改制，2012年起改由電腦公會獨立主辦，並於2014年起整合至今）
- 台北國際數位內容交流會（經濟部工業局主辦，電腦公會與資訊工業策進會聯合承辦）
- 台北春季電腦軟體展
- 台北電腦應用展（與中華民國對外貿易發展協會合辦，1991年自台北國際電腦展的內銷展區中獨立而來；2017年起停辦，改由資訊月與春季電腦展取代其地位）
- 台灣國際奈米週（奈米國家型科技計畫辦公室主辦，電腦公會承辦）
- 資訊月（資訊月籌備委員會主辦，台北展區由電腦公會承辦）

## 承辦活動
- 數位內容系列競賽
  - 遊戲之星選拔賽

## 歷任理事長
- 陶鴻傑
- 林榮生
- 施振榮
- 侯清雄
- 劉瑞復
- 黃崇仁
- 王振堂
- 童子賢
- 彭浪（現任）

## 外部連結
- 台北市電腦公會 （页面存档备份，存于）（繁體中文）
- 智慧城市展 （页面存档备份，存于）（英文）（繁體中文）
- 對日商情服務網 （页面存档备份，存于）（日語）
- 線上國際電腦展 （页面存档备份，存于）（英文）（中文）
- 台北市電腦公會網路書店 （页面存档备份，存于）（繁體中文）

25°02′52″N 121°32′58″E / 25.04789°N 121.54938°E